# Valdemar Atterdag brandskattar Visby
Valdemar Atterdag brandskattar Visby är en målning av Carl Gustaf Hellqvist från 1882. Tavlan målades i München där Hellqvist då var bosatt och ställdes året därpå ut i München och Paris, varefter den skickades till Sverige. Den kan beskådas på Nationalmuseum i Stockholm. Tavlan skildrar den så kallade brandskattningen av Visby.

## Beskrivning

### Motivets bakgrund

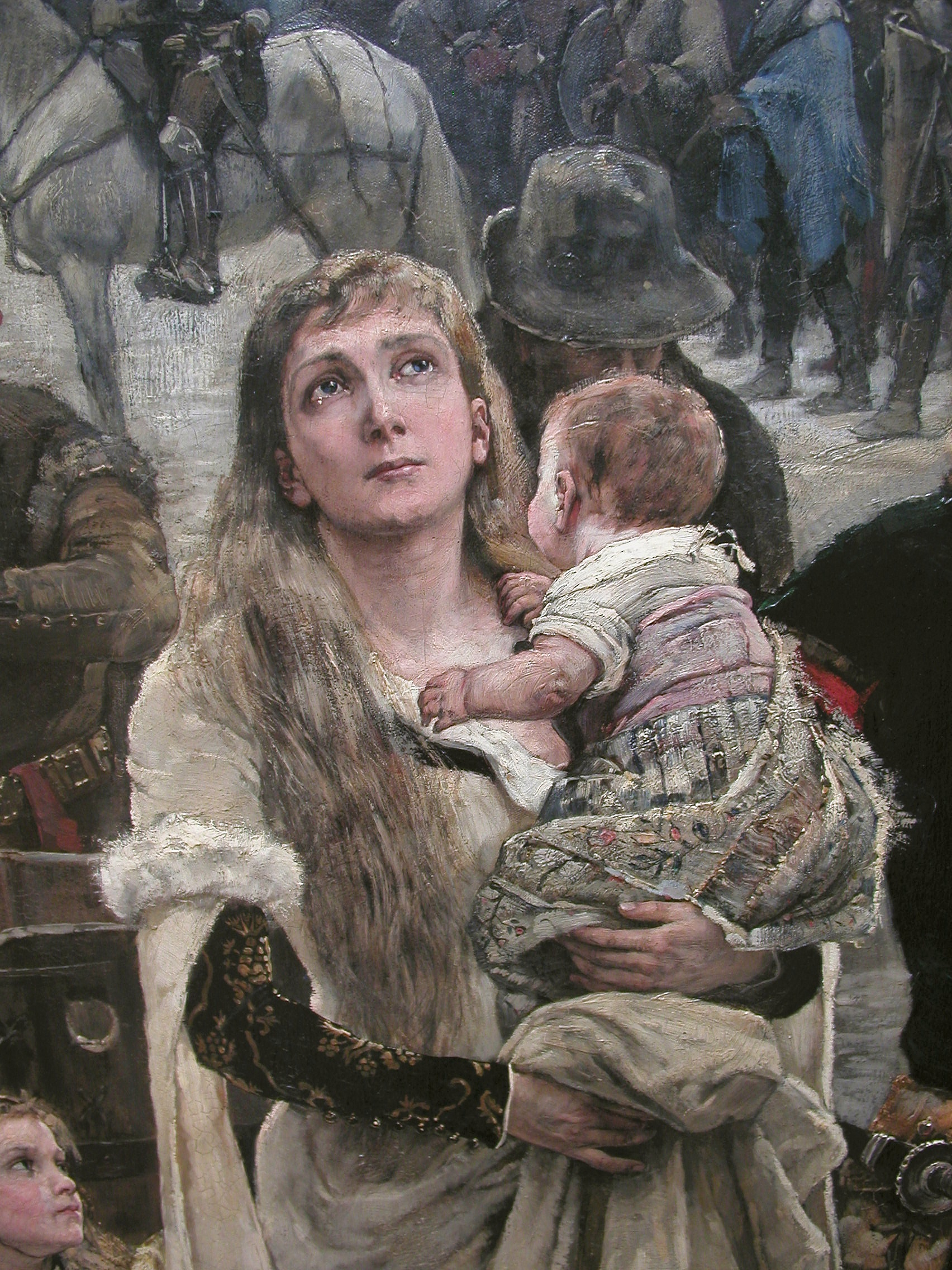
Detalj ur målningen.

Enligt sägnen hade danskarna, efter att ha erövrat Visby 1361, ställt ut tre ölkar och krävt att dessa skulle fyllas med skatter. Att detta skulle ha skett i verkligheten har ifrågasatts. Berättelsen finns inte i någon samtida källa utan förekommer första gången i Hans Nielssøn Strelows Den guthilandiske cronica från 1633

### Motivets historicitet
Konstnären har tagit sig stora friheter med den historiska bakgrunden. Den danske kungen Valdemar Atterdag var bara 40 år 1361, men framställs på tavlan som en åldrad man med ett långt skägg, vilket en högreståndsherre inte bar på 1300-talet. Mannen som kommer gående till höger ska uppenbarligen föreställa en jude, trots att de inte uppehöll sig i Visby på medeltiden; första gången ett judiskt namn förekommer i svenska dokument är på 1500-talet. Modern i bildens mitt har håret utslaget, något som knappast var tänkbart för en gift kvinna vid tiden. Riddaren som står till vänster om Valdemar Atterdag har en hjälm med en mycket märklig utsmyckning på huvudet, några sådana hjälmar fanns inte under medeltiden. På bilden syns också en tax trots att den hundrasen inte avlades förrän på 1500-talet och kom till Sverige först på 1600-talet.
Huset näst längst till vänster har samma typ av trappgavel som Gamla apoteket i Visby. Denna byggnad ligger dock vid Strandgatan och inte vid Stora torget, som målningen antas föreställa. Byggnadstypen till höger i bilden förekom endast i Tyskland under tidsepoken.
Målningen är i högsta grad en iscensättning av ett drama om rätt och orätt. Kung Valdemar får representera förtrycket, medan borgmästarparet i målningens förgrund står för frihet och rättvisa. Konflikten mellan danskarna och Visbyborna förs alltså ned på ett personligt plan. Så arbetade ofta 1800-talets historiemålare; konstnärerna ville få betraktaren att uppleva närvaro i ett historiskt ögonblick genom identifikation med historiens gestalter. Kombinationen av historiskt korrekta detaljer och fantasifull berättarglädje är typisk för 1800-talets historiemåleri. Konstnärerna var ofta mycket ambitiösa då det gällde att studera historiska föremål i museer och historisk litteratur, men tillät sig stor frihet då de komponerade sina konstverk. Förlagor till arkitekturen i målningen kommer delvis från studier Hellqvist gjorde under resor i norra Tyskland.
Möjligheten till inlevelse i det historiska ögonblicket förstärks av miljön. Konstnärens ambition tycks ha varit att ge målningen trovärdighet genom att visa upp en mängd historiska föremål, dräkter och byggnadsdetaljer. Samtidigt har scenen fått överdrivna proportioner; 1300-talets Visby kan knappast ha sett ut som i Hellqvists målning. Byggnaderna är för stora och för praktfulla, torget allt för vidsträckt.
Möjligen var heller inte syftet att göra en historiskt korrekt avbildning i första hand. Han ville också leverera vad de som såg på tavlan ville ha och förväntade sig av en bild som visade medeltiden. På samma sätt som senare tiders spelfilmer och medeltidsfestivaler.